# Staple
Staple (Stapel en néerlandais) est une commune française, située dans le département du Nord (59) en région Hauts-de-France.

## Géographie

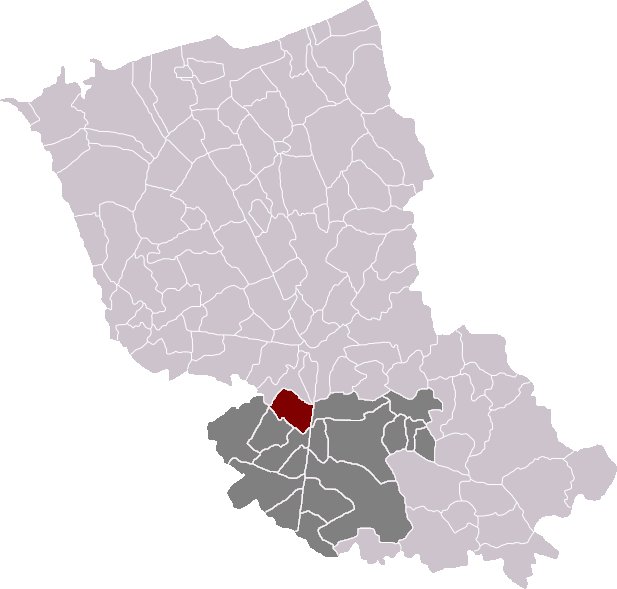
Staple dans son canton et son arrondissement

### Communes limitrophes
|            | Bavinchove |               |
| Renescure  | Staple     | Hondeghem     |
| Ebblinghem | Lynde      | Wallon-Cappel |

### Hydrographie

#### Réseau hydrographique
La commune est située dans le bassin Artois-Picardie. Elle est drainée par la Bourre, la Lyncke Becque, la Maison Blanche, la Petite Becque et le bornhol Becque,,.
La Bourre, d'une longueur de 19 km, prend sa source dans la commune de Lynde et se jette  dans le canal d'Hazebrouck en limite de Morbecqueet de Vieux-Berquin, après avoir traversé huit communes. 

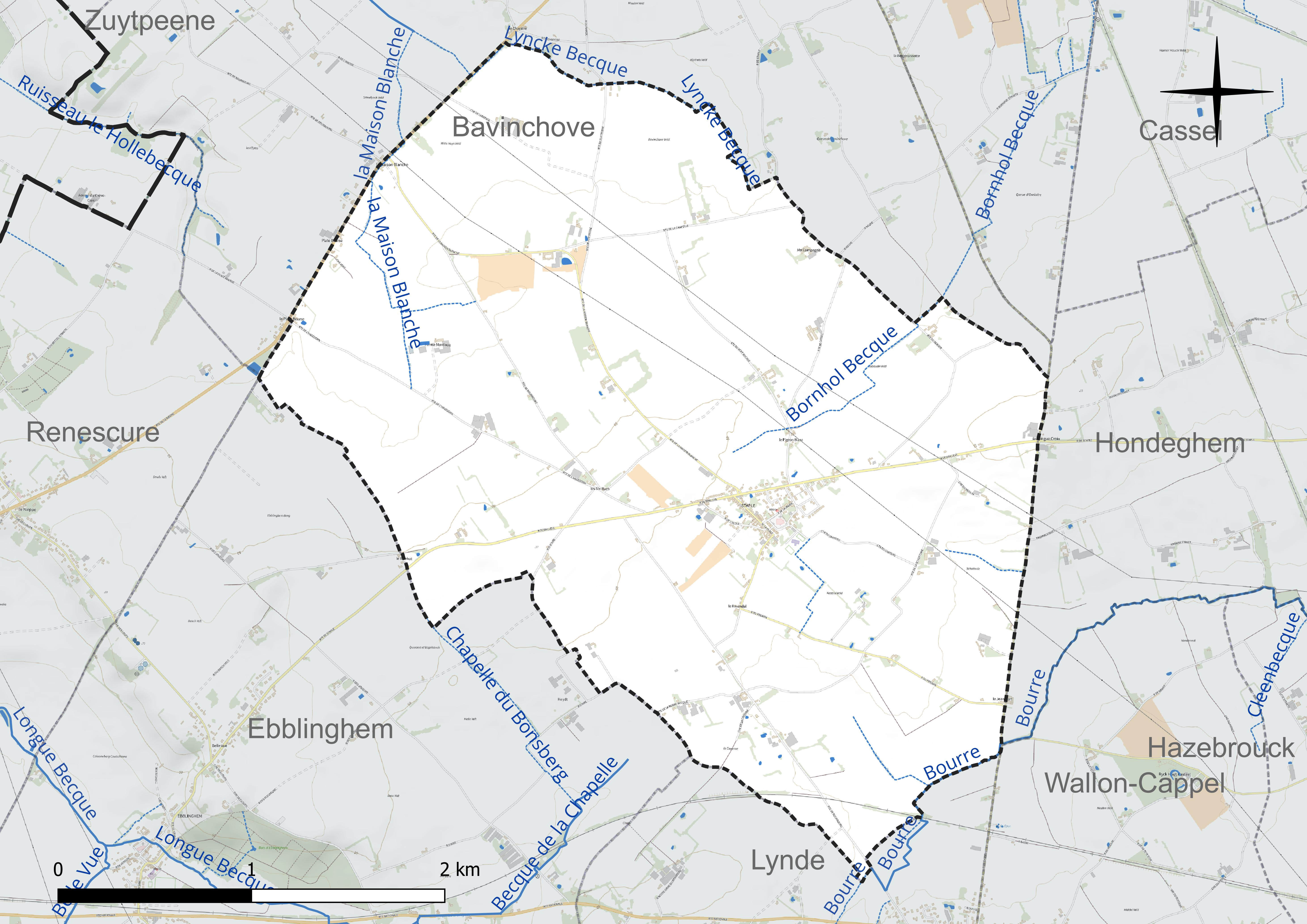
Réseau hydrographique de Staple.

#### Gestion et qualité des eaux
Le territoire communal est couvert par le schéma d'aménagement et de gestion des eaux (SAGE) « Lys ». Ce document de planification concerne un territoire de 1 835 km2 de superficie, délimité par le bassin versant de la Lys. Le périmètre a été arrêté le 29 mai 1995 et le SAGE proprement dit a été approuvé le 6 août 2010, puis révisé le 20 septembre 2019. La structure porteuse de l'élaboration et de la mise en œuvre est le syndicat mixte pour l'élaboration du SAGE de la Lys (SYMSAGEL). 
La qualité des cours d'eau peut être consultée sur un site dédié géré par les agences de l'eau et l'Agence française pour la biodiversité. 

### Climat
Pour des articles plus généraux, voir Climat des Hauts-de-France et Climat du Nord.
En 2010, le climat de la commune est de type climat océanique altéré, selon une étude du CNRS s'appuyant sur une série de données couvrant la période 1971-2000. En 2020, Météo-France publie une typologie des climats de la France métropolitaine dans laquelle la commune est exposée à un climat océanique et est dans la région climatique  Côtes de la Manche orientale, caractérisée par un faible ensoleillement (1 550 h/an) ; forte humidité de l'air (plus de 20 h/jour avec humidité relative > 80 % en hiver), vents forts fréquents.
Pour la période 1971-2000, la température annuelle moyenne est de 10,3 °C, avec une amplitude thermique annuelle de 14,1 °C. Le cumul annuel moyen de précipitations est de 780 mm, avec 12,5 jours de précipitations en janvier et 8,4 jours en juillet. Pour la période 1991-2020, la température moyenne annuelle observée sur la station météorologique la plus proche, située sur la commune de Steenvoorde à 11 km à vol d'oiseau, est de 11,2 °C et le cumul annuel moyen de précipitations est de 727,8 mm,. Pour l'avenir, les paramètres climatiques de la commune estimés pour 2050 selon différents scénarios d'émission de gaz à effet de serre sont consultables sur un site dédié publié par Météo-France en novembre 2022.

## Urbanisme

### Typologie
Au 1er janvier 2024, Staple est catégorisée commune rurale à habitat dispersé, selon la nouvelle grille communale de densité à sept niveaux définie par l'Insee en 2022.
Elle est située hors unité urbaine. Par ailleurs la commune fait partie de l'aire d'attraction d'Hazebrouck, dont elle est une commune de la couronne,. Cette aire, qui regroupe 11 communes, est catégorisée dans les aires de moins de 50 000 habitants,.

### Occupation des sols
L'occupation des sols de la commune, telle qu'elle ressort de la base de données européenne d'occupation biophysique des sols Corine Land Cover (CLC), est marquée par l'importance des territoires agricoles (100 % en 2018), une proportion identique à celle de 1990 (100 %). La répartition détaillée en 2018 est la suivante : 
terres arables (100 %). L'évolution de l'occupation des sols de la commune et de ses infrastructures peut être observée sur les différentes représentations cartographiques du territoire : la carte de Cassini (XVIIIe siècle), la carte d'état-major (1820-1866) et les cartes ou photos aériennes de l'IGN pour la période actuelle (1950 à aujourd'hui).

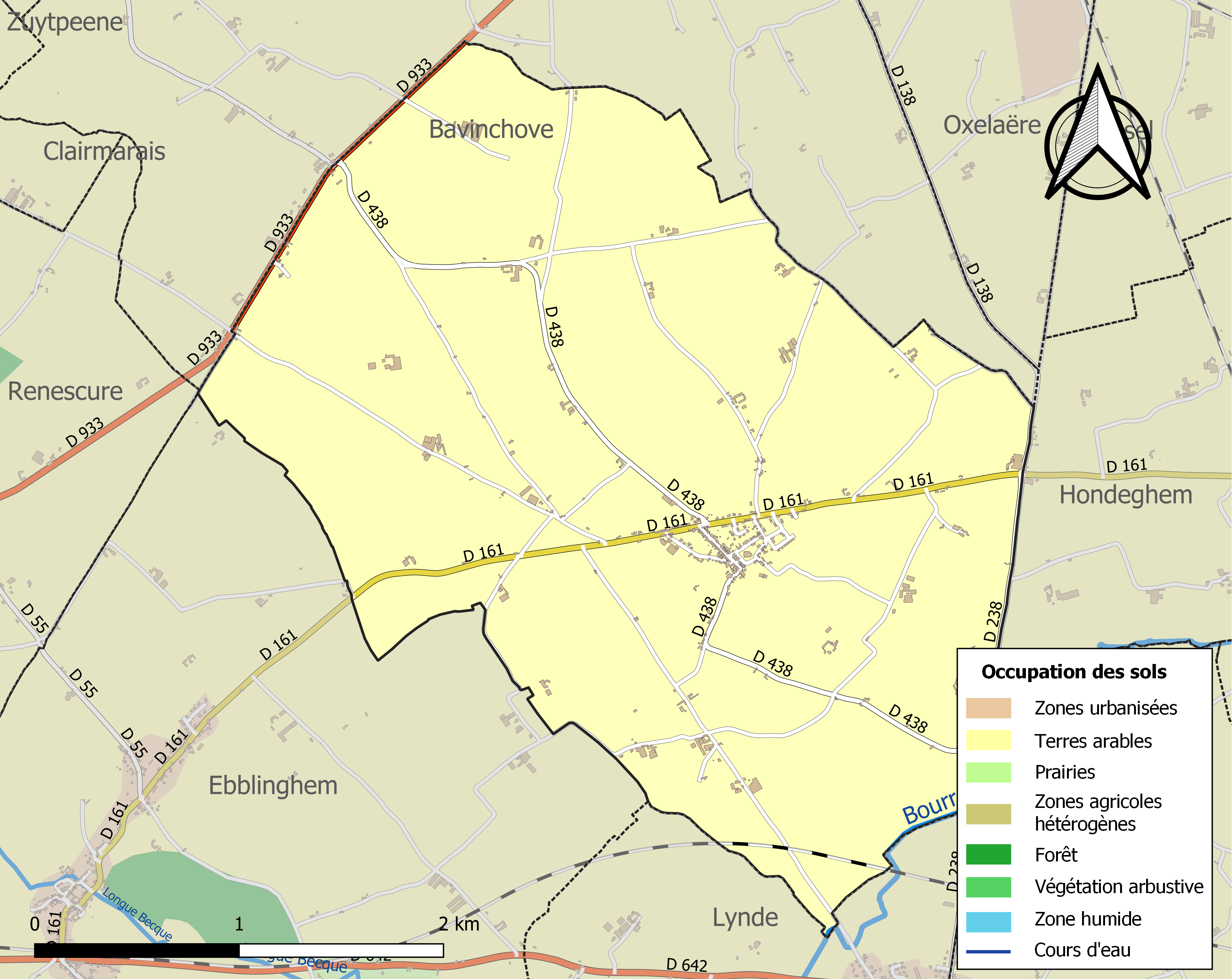
Carte des infrastructures et de l'occupation des sols de la commune en 2018 (CLC).

## Toponymie
Anciens noms : 1110 : STAPLA, cartulaire de Notre-Dame de Bourbourg ; 1113 : STAPELES, id ; 1119 : STAPLA, bulle du pape Calixte II ; 1128 : STAPLE, cartulaire de Notre-Dame de Bourbourg ; 1141 : STAPULIS, diplôme de Samson, archevêque de Reims ; 1147 : STAPULA, cartulaire de Notre-Dame de Bourbourg ; 1183 : STAPLIA, id ; 1215 : STAPLE, petit cartulaire de Saint-Bertin ; 1505 : STAPLIS, obitaire d' Arras.

## Histoire
Staple était traversée dans le passé par une voie romaine menant de Cassel à Aire-sur-la-Lys, passant par Oxelaëre, Wallon-Cappel, Sercus, Thiennes et d'Aire se poursuivait vers Amiens , via Saint-Pol-sur-Ternoise, Doullens.
1147 : nom de Stapula (cartulaire de Notre-Dame de Bourbourg).
Du point de vue religieux, la commune était située dans le diocèse de Thérouanne puis dans le diocèse d'Ypres, doyenné de Cassel.
Au début du XVIe siècle, Adrien de Heuchin, détenteur d'un fief dans la châtellenie de Bourbourg et probablement fils de Phillippe de Heuchin, est seigneur de Staple. Son fils Philippe de Heuchin lui succède en tant que seigneur de Staple. Ses héritières sont ses filles : Marie de Heuchin, Anne de Heuchin, Catherine de Heuchin.
Dame Catherine de Heuchin a épousé Messire Jean de Beaufremez, chevalier, baron d'Esnes, seigneur de Staples, (probablement à la suite de son mariage), Sporrewarde, etc., bailli du Cambrésis. Lui succède Adrien de Beaufremez, baron d'Esnes, seigneur de Staples, Sporrewarde, etc., pair du Cambrésis, époux de Catherine de Bergh, fille de Jean de Bergh, écuyer, seigneur de Planques.
Au XVIIe siècle, la seigneurie principale de Staple, devenue ensuite vicomté appartient à la famille de Massiet. Denis de Massiet est le fils de Bauduin de Massiet, seigneur de Staple et Wardamme, échevin du Franc de Bruges de 1557 à 1576, et de Louise de Cerf, dame de Gruuterzaele. Denys de Massiet, qualifié de « haut et puissant seigneur » dans un acte de 1751, chevalier, seigneur ou vicomte de Staple, de Buysscheure, d'Ochtezeele, Moulle, etc., héritier de Louis, bourgmestre de la commune du Franc en 1600, 1601, 1603, devient seigneur de Ravensberghe en 1606. Denys de Massiet épouse en premières noces par contrat du 17 novembre 1595, Marie d'Assignies, (famille d'Assignies), fille d'Antoine d'Assignies, seigneur d'Allouagne, mestre de camp de cavalerie et d'infanterie au service de Charles Quint, et de Jeanne de Feutre (selon d'autres auteurs de Jeanne de Souastre). Il se marie ensuite en 1615 avec Catherine de Briarde (Famille de Briaerde), dame de Bavinchove etc., fille de Charles de Bryaerde, seigneur de la Coye, de Bavinchove, Plancq, Herbossaert, etc., chevalier, et d'Adrienne de la Douve.
Lui succède, en 1663, à Staple et dans le fief de Vroyland, Charles de Massiet, son fils aîné, tandis qu'Isabeau de Massiet, fille de Denys épouse à Staple, Jean III de Nédonchel, seigneur de Ravensberghe. Charles transmet ses biens en 1678 à Adrien de Massiet, probablement son fils, seigneur de Staple et Bavinchove, lequel meurt a priori sans héritier, car après lui est retrouvé son neveu Philippe Adrien de la Viesville, fils de la sœur d'Adrien, Thérèse Hippolyte de Massiet et de Jean de La Viesville.
En 1684, la seigneurie de Staple est entre les mains de la famille de Nédonchel, déjà citée, notamment Dorothée Marie Françoise de Nédonchel, dame de Ravensberghe, Ochtezelle, Staple et Diependael, veuve douairière de Conraert de Loos-Secault, seigneur de Marquembourg, sergent-major d'un régiment d'infanterie wallonne. Elle ne sortira plus de cette dernière famille.
En 1723, Staple est une vicomté, ayant toutes les justices, (justice seigneuriale) relevant de la cour de Cassel, produisant 5000 livres de rentes.
Pendant la Révolution française, en juin 1793, la municipalité s'est opposée à l'enlèvement des cloches tel que décidé par la Convention nationale.
Le 2 novembre 1939, pendant la drôle de guerre, un avion allemand tombe à Staple, on va exploiter le fait pour le montrer dans la région.

## Héraldique
|  | Les armes de Staple se blasonnent ainsi : D'hermine à la fasce de gueules. |

## Politique et administration
Maire de 1802 à 1807 : Pierre Boone,.
Maire en 1854 : L. Van Breemersch.
Maire en 1881- 1883  et de 1887 à 1911 : Ed. Fovez cultivateur,.
Maire de 1911 à 1914 : A. Dulongcourty.
Maire de 1922 à 1925 : F. Debert.
Maire de 1925 à 1939 : Albert Mordacq.

Maire de 1951 à 1978 au moins : G. Duquenne.
| Période                                  | Période   | Identité          | Étiquette | Qualité |
| ---------------------------------------- | --------- | ----------------- | --------- | ------- |
| mars 2001                                | mars 2008 | Jean-Marie Bolier |           |         |
| mars 2008                                | En cours  | Eddie Defévére    | PCF       |         |
| Les données manquantes sont à compléter. |           |                   |           |         |

## Population et société

### Démographie

#### Évolution démographique
L'évolution du nombre d'habitants est connue à travers les recensements de la population effectués dans la commune depuis 1793. Pour les communes de moins de 10 000 habitants, une enquête de recensement portant sur toute la population est réalisée tous les cinq ans, les populations de référence des années intermédiaires étant quant à elles estimées par interpolation ou extrapolation. Pour la commune, le premier recensement exhaustif entrant dans le cadre du nouveau dispositif a été réalisé en 2006.

En 2022, la commune comptait 715 habitants, en évolution de +7,52 % par rapport à 2016 (Nord : +0,51 %, France hors Mayotte : +2,11 %).
| 1793  | 1800  | 1806  | 1821  | 1831  | 1836  | 1841  | 1846  | 1851  |
| ----- | ----- | ----- | ----- | ----- | ----- | ----- | ----- | ----- |
| 1 022 | 1 002 | 1 139 | 1 176 | 1 152 | 1 130 | 1 131 | 1 096 | 1 032 |

| 1856 | 1861 | 1866 | 1872 | 1876 | 1881 | 1886 | 1891 | 1896 |
| ---- | ---- | ---- | ---- | ---- | ---- | ---- | ---- | ---- |
| 969  | 972  | 936  | 980  | 975  | 937  | 952  | 952  | 878  |

| 1901 | 1906 | 1911 | 1921 | 1926 | 1931 | 1936 | 1946 | 1954 |
| ---- | ---- | ---- | ---- | ---- | ---- | ---- | ---- | ---- |
| 858  | 817  | 783  | 753  | 718  | 677  | 687  | 701  | 634  |

| 1962 | 1968 | 1975 | 1982 | 1990 | 1999 | 2006 | 2011 | 2016 |
| ---- | ---- | ---- | ---- | ---- | ---- | ---- | ---- | ---- |
| 648  | 624  | 570  | 549  | 624  | 610  | 636  | 694  | 665  |

| 2021 | 2022 | - | - | - | - | - | - | - |
| ---- | ---- | - | - | - | - | - | - | - |
| 693  | 715  | - | - | - | - | - | - | - |

#### Pyramide des âges
La population de la commune est relativement jeune.
En 2018, le taux de personnes d'un âge inférieur à 30 ans s'élève à 36,1 %, soit en dessous de la moyenne départementale (39,5 %). À l'inverse, le taux de personnes d'âge supérieur à 60 ans est de 24,2 % la même année, alors qu'il est de 22,5 % au niveau départemental.
En 2018, la commune comptait 343 hommes pour 312 femmes, soit un taux de 52,37 % d'hommes, largement supérieur au taux départemental (48,23 %).
Les pyramides des âges de la commune et du département s'établissent comme suit.
| Hommes | Classe d’âge | Femmes |
| ------ | ------------ | ------ |
| 0,0    | 90 ou +      | 0,7    |
| 8,0    | 75-89 ans    | 9,5    |
| 13,9   | 60-74 ans    | 16,6   |
| 20,9   | 45-59 ans    | 17,7   |
| 19,6   | 30-44 ans    | 21,1   |
| 14,8   | 15-29 ans    | 13,5   |
| 22,8   | 0-14 ans     | 21,0   |

| Hommes | Classe d’âge | Femmes |
| ------ | ------------ | ------ |
| 0,5    | 90 ou +      | 1,4    |
| 5,3    | 75-89 ans    | 8,1    |
| 14,8   | 60-74 ans    | 16,2   |
| 19,1   | 45-59 ans    | 18,4   |
| 19,5   | 30-44 ans    | 18,7   |
| 20,7   | 15-29 ans    | 19,1   |
| 20,2   | 0-14 ans     | 18     |

## Lieux et monuments

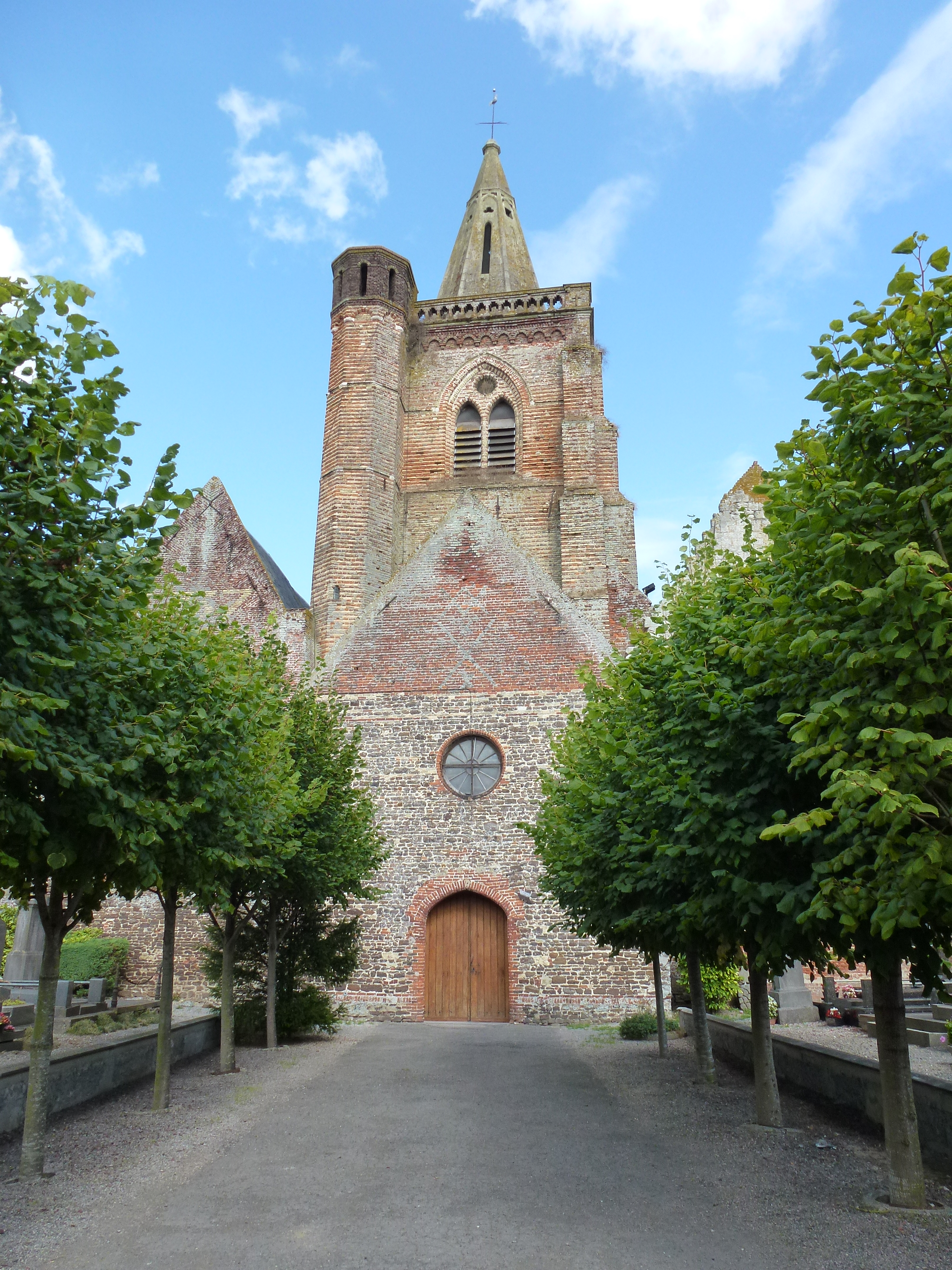
L'église Saint Omer
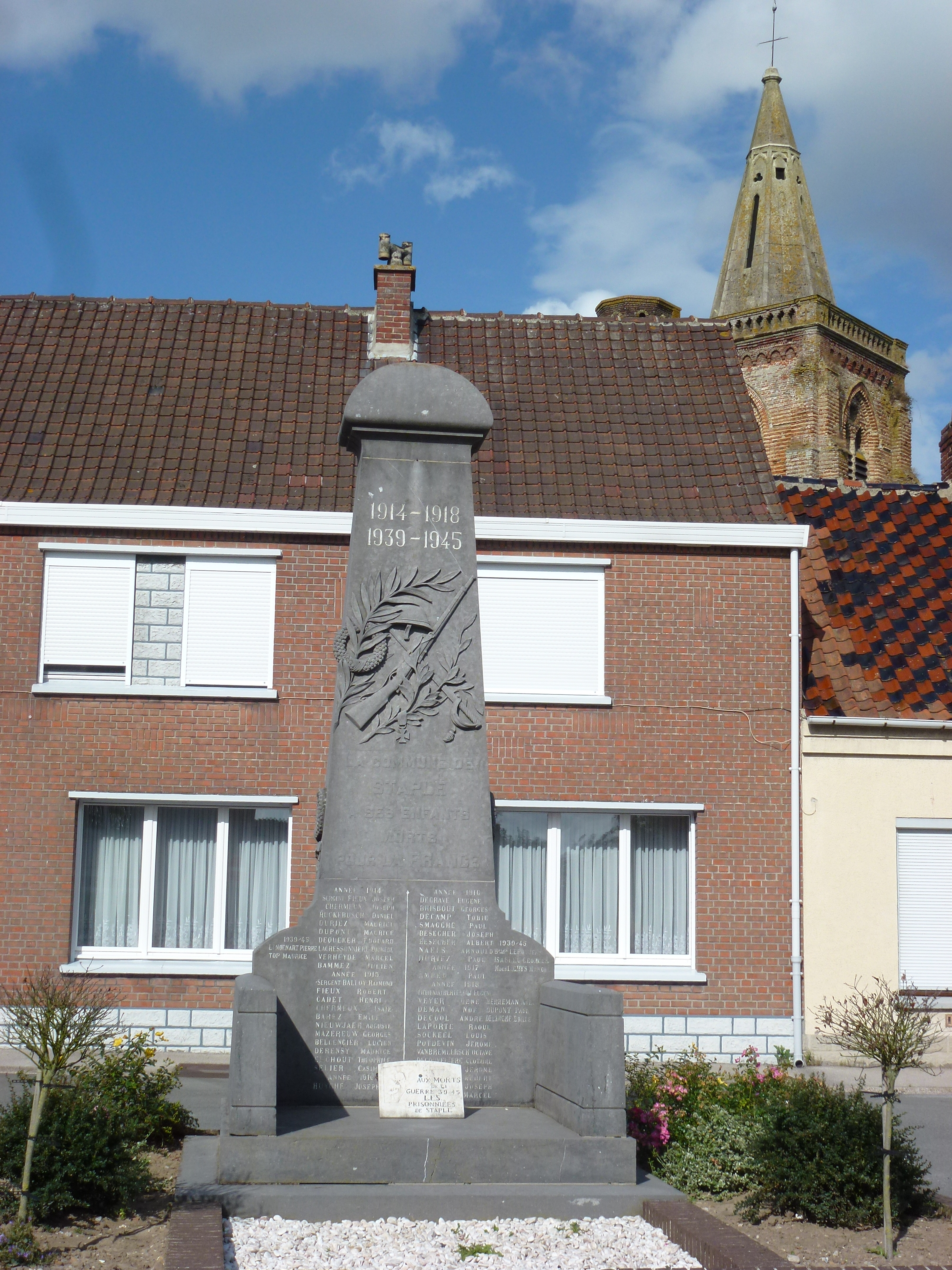
Le monument aux morts
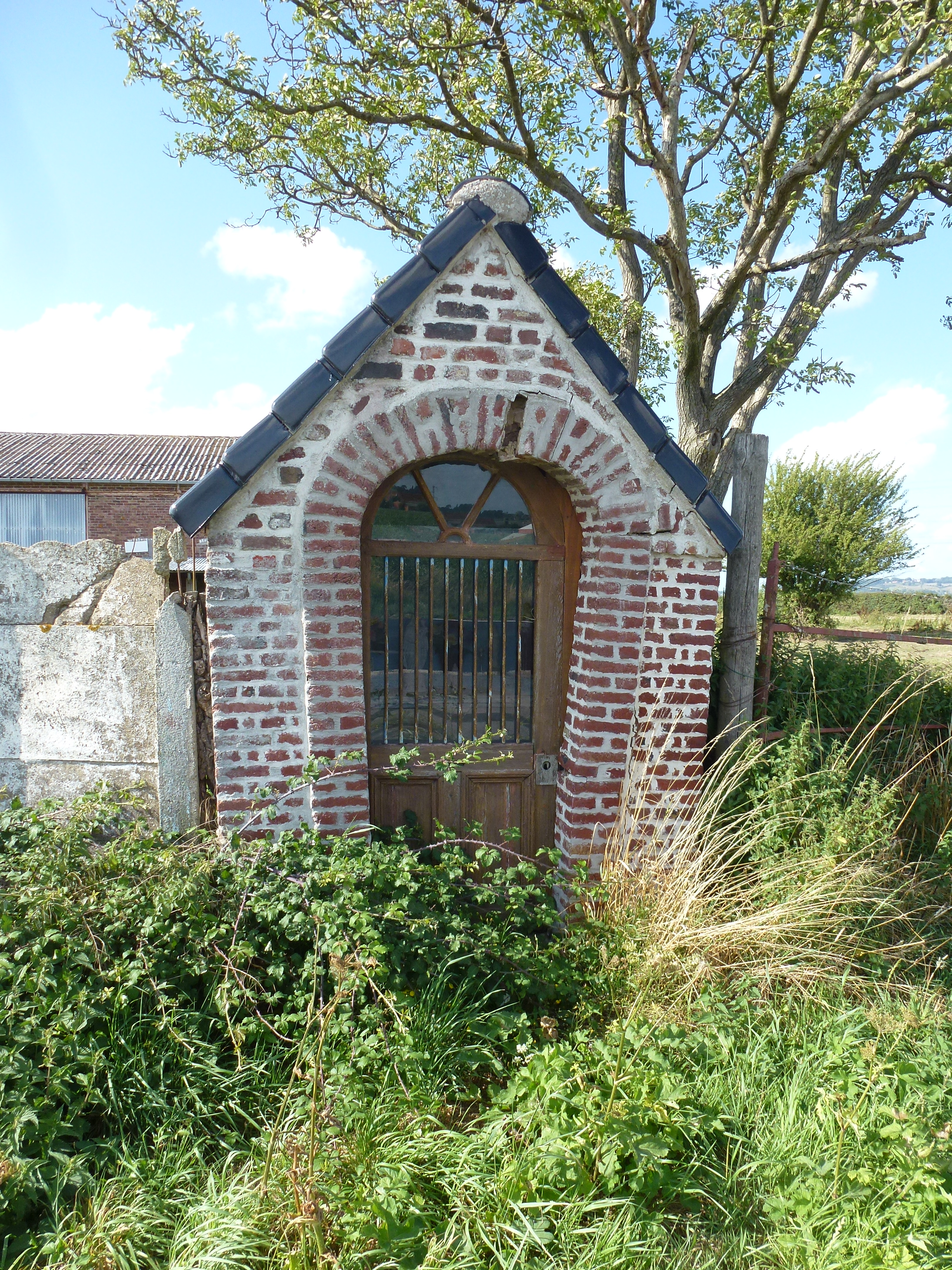
oratoire
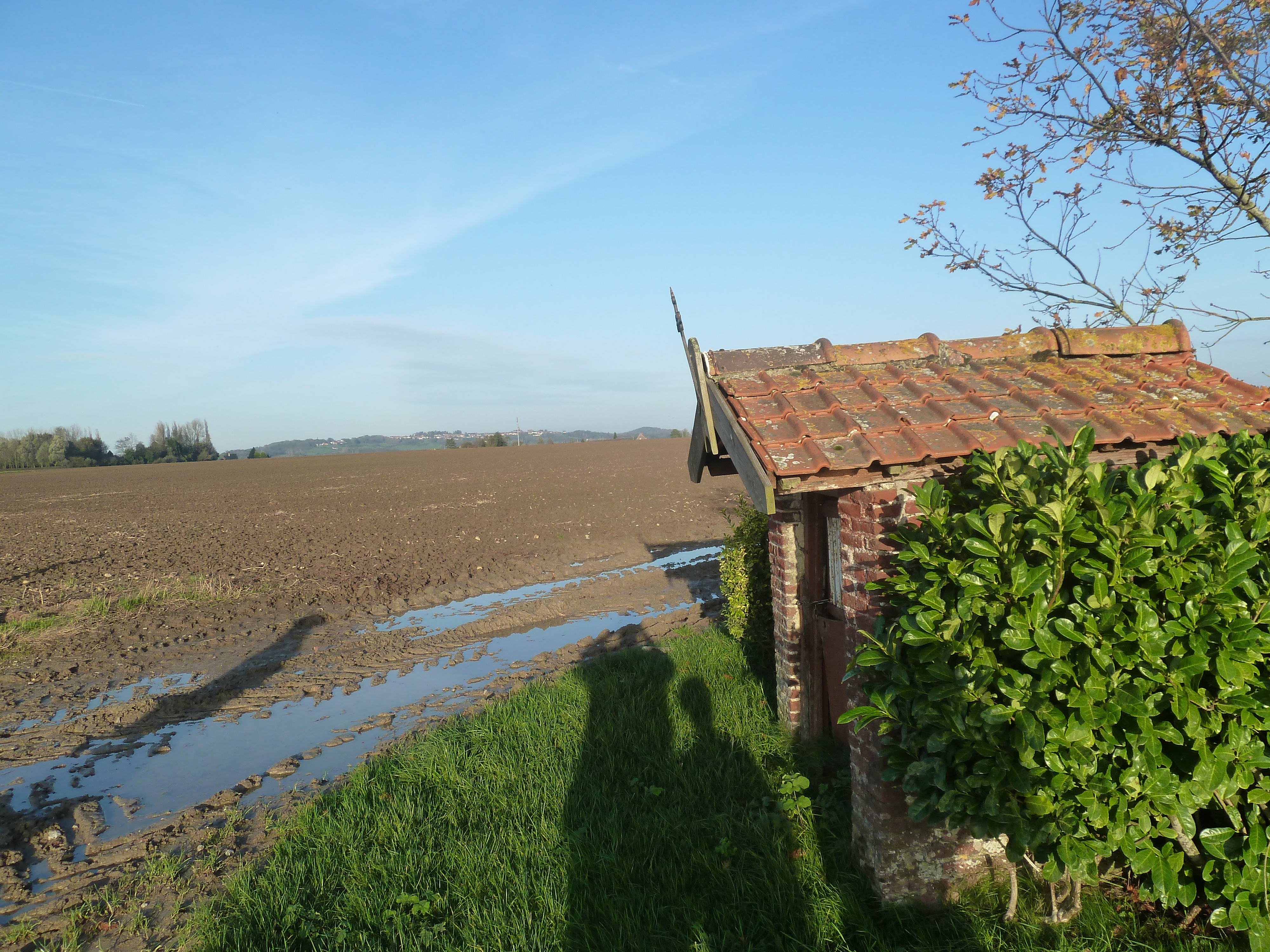
Oratoire Notre Dame de la Consolation.
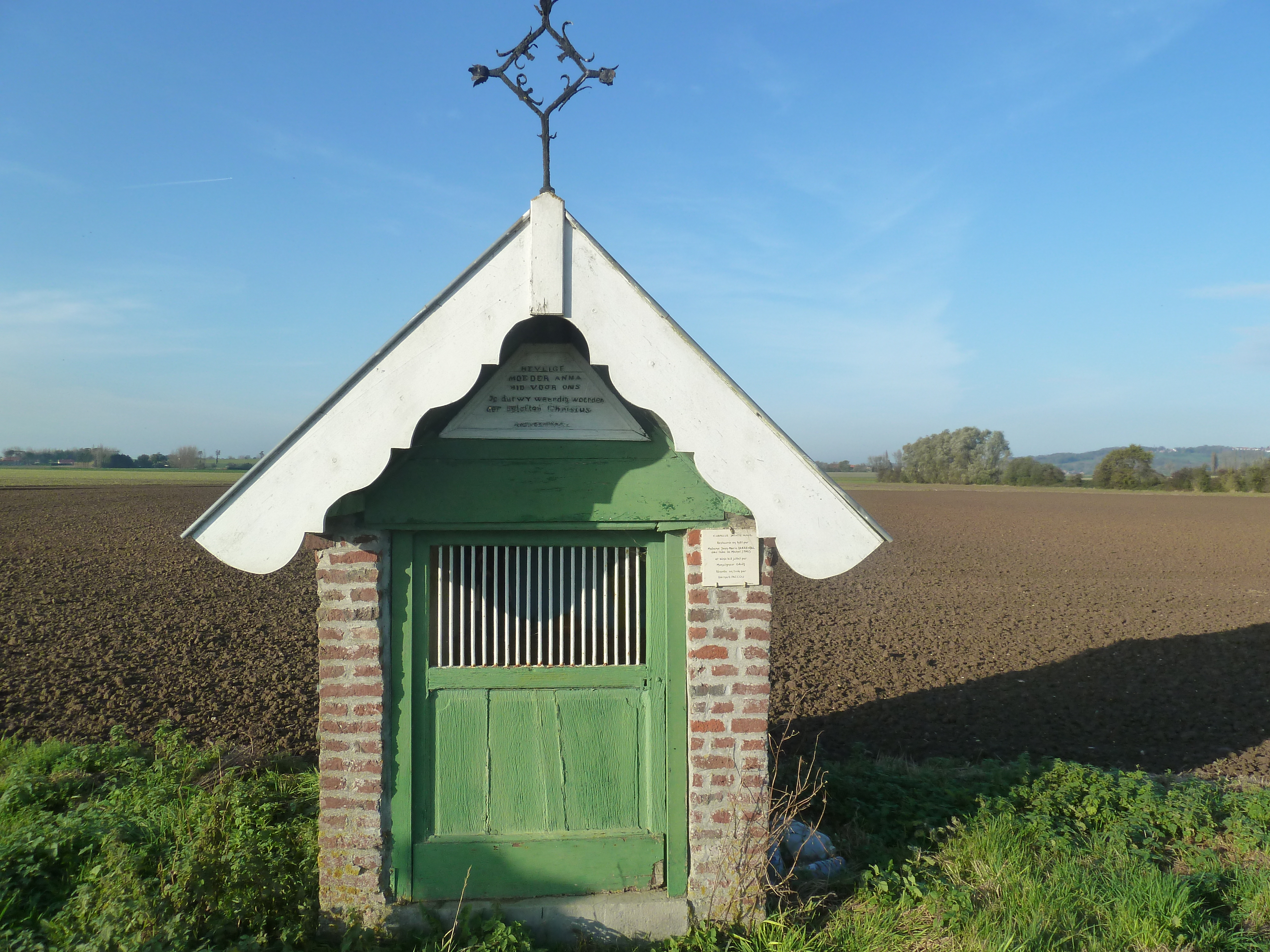
l'oratoire Sainte Anne
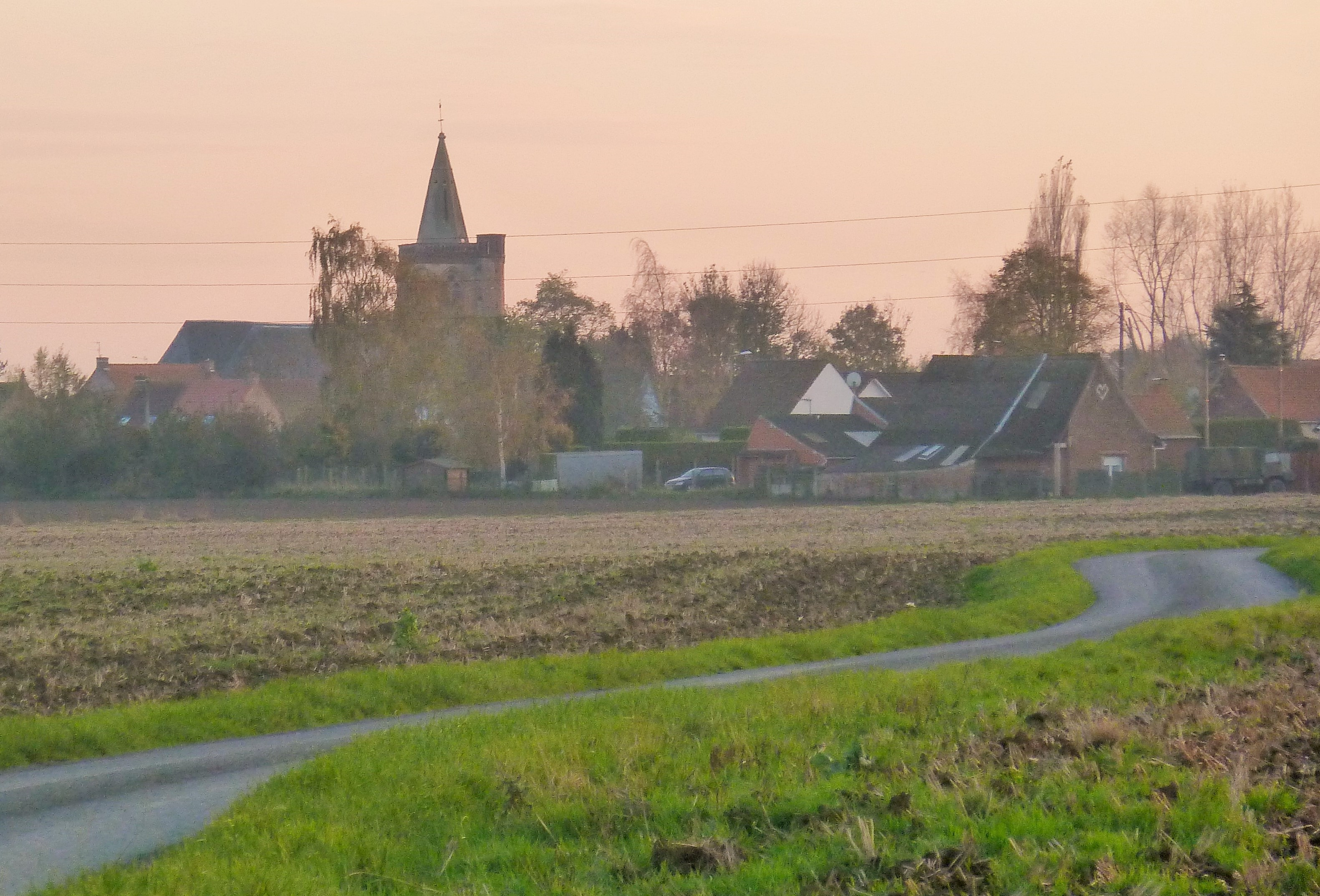
L'église Saint Omer

## Pour approfondir